# Carlos Garfias Merlos

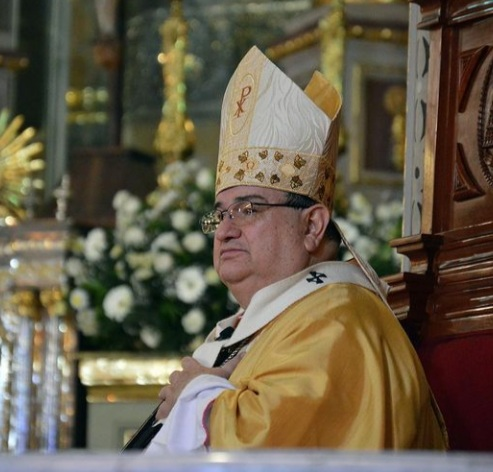
Carlos Garfias Merlos (2021)

Erzbischofwappen

Carlos Garfias Merlos (* 1. Januar 1951 in Tuxpan) ist ein mexikanischer Geistlicher und römisch-katholischer Erzbischof von Morelia.

## Leben
Carlos Garfias Merlos empfing am 23. November 1975 die Priesterweihe für das Erzbistum Morelia. Er promovierte im Fach Psychotherapie an der Universität von Mexiko-Stadt.
Papst Johannes Paul II. ernannte ihn am 24. Juni 1996 zum Bischof von Ciudad Altamirano. Der Apostolische Nuntius in Mexiko, Erzbischof Girolamo Prigione, spendete ihm am 25. Juli desselben Jahres die Bischofsweihe; Mitkonsekratoren waren Rafael Bello Ruiz, Erzbischof von Acapulco, und Alberto Suárez Inda, Erzbischof von Morelia.
Am 8. Juli 2003 wurde er zum Bischof von Nezahualcóyotl ernannt und am 2. August desselben Jahres in das Amt eingeführt. Am 7. Juni 2010 wurde er zum Erzbischof von Acapulco ernannt und am 24. Juli desselben Jahres in das Amt eingeführt. Am 5. November 2016 ernannte ihn Papst Franziskus zum Erzbischof von Morelia.
Im Mai 2019 löste Garfias in Mexiko eine Debatte aus, als er Abtreibungen mit sexuellem Missbrauch verglich.